# 12468 Zachotín
(12468) Zachotín, denumire internațională (12468) Zachotin, este un asteroid din centura principală de asteroizi.

## Descriere
12468 Zachotín este un asteroid din centura principală de asteroizi. A fost descoperit pe 14 ianuarie 1997 la Observatorul din Ondřejov de Lenka Šarounová. Asteroidul prezintă o orbită caracterizată de o semiaxă mare de 2,22 ua, o excentricitate de 0,13 și o înclinație de 6,2° în raport cu ecliptica.